# Michael Bisping
Michael Gavin Joseph Bisping, född 28 februari 1979 på en militärbas på Cypern, är en engelsk före detta professionell MMA-utövare som tävlade i organisationen Ultimate Fighting Championship där han mellan juni 2016 och november 2017 var mästare i mellanvikt.

## MMA
Bisping debuterade inom professionell MMA den 4 april 2004. Under 2004 och 2005 gick Bisping ytterligare nio matcher på brittiska galor och vann samtliga via knockout eller submission. 
I juni 2006 besegrade Bisping amerikanen Josh Haynes i finalen av den tredje säsongen av UFC:s realityserie The Ultimate Fighter och fick därmed ett kontrakt med organisationen.
Bisping vann därefter ytterligare tre matcher och fick sedan möta amerikanen Rashad Evans på UFC 78 den 17 november 2007. Evans vann matchen via ett delat domslut. Det var den första förlusten i Bispings karriär och i slutet av 2007 meddelade han att han skulle gå ner en viktklass och i stället tävla i mellanvikt.
Under 2008 vann Bisping tre raka matcher i den nya viktklassen. I slutet av 2008 meddelade UFC att Bisping och amerikanen Dan Henderson under våren 2009 skulle komma att agera tränare i den nionde säsongen av The Ultimate Fighter.
Bisping och Henderson möttes sedan på UFC 100 den 9 juli 2009 och Henderson vann matchen via KO i den andra ronden. Senare samma år besegrade Bisping kanadensaren Denis Kang via TKO i den andra ronden.
Den 20 februari 2010 möttes Bisping och Wanderlei Silva på UFC 110. Silva vann matchen via ett enhälligt domslut.
Bisping vann sedan fyra raka matcher 2010–2011 och deltog återigen som tränare i The Ultimate Fighter.
Den 28 januari 2012 mötte Bisping amerikanen Chael Sonnen i en match där vinnaren senare under året skulle få möta den regerande mästaren Anderson Silva i en titelmatch. Sonnen vann matchen via ett enhälligt domslut.
Efter en vinst mot amerikanen Brian Stann fick Bisping möta brasilianen Vitor Belfort den 19 januari 2013. Inför matchen hade UFC meddelat att Bisping vid vinst skulle få möta Anderson Silva i en titelmatch. Belfort vann matchen via TKO i den andra ronden. I april samma år besegrade Bisping amerikanen Alan Belcher via ett tekniskt domslut.
Under 2014 gick Bisping tre matcher. Han förlorade via domslut mot Tim Kennedy, besegrade Cung Le via TKO och förlorade sedan mot Luke Rockhold via submission. Under 2015 besegrade Bisping C. B. Dollaway och Thales Leites, båda via domslut.
Bisping och den före detta mästaren i viktklassen, brasilianen Anderson Silva, möttes den 27 februari 2016 i en match som Bisping vann via ett enhälligt domslut.
Den 4 juni 2016 möttes Bisping och den regerande mästaren Luke Rockhold i en titelmatch i mellanvikt. Matchen blev av efter att Bisping ersatt utmanaren Chris Weidman som på grund av en skada tvingats dra sig ur med mindre än tre veckor till matchen.
Bisping vann matchen via KO i den första ronden och blev därmed mästare i mellanvikt.
Bisping försvarade titeln mot Dan Henderson den 8 oktober 2016 på UFC 204 i Manchester i en match som Bisping vann via domslut. Vinsten var Bispings 20:e i UFC och han slog därmed Georges St. Pierres tidigare rekord över flest vinster i organisationen.
På UFC 217 den 4 november 2017 möttes Bisping och Georges St. Pierre i en titelmatch i mellanvikt. St. Pierre vann matchen via teknisk submission i den tredje ronden och blev därmed ny mästare i viktklassen. 
Den 25 november 2017 möttes Bisping och Kelvin Gastelum på UFC Fight Night: Bisping vs. Gastelum. Gastelum vann matchen via KO i den första ronden.
I maj 2018 meddelade Bisping att han beslutat sig för att pensionera sig från professionell MMA.

## Tävlingsfacit
| Resultat | Facit | Motståndare        | Metod                                 | Evenemang                             | Datum             | Rond | Tid  | Plats      | Notering                        |
| -------- | ----- | ------------------ | ------------------------------------- | ------------------------------------- | ----------------- | ---- | ---- | ---------- | ------------------------------- |
| Förlust  | 30–9  | Kelvin Gastelum    | KO (slag)                             | UFC Fight Night: Bisping vs. Gastelum | 25 november 2017  | 1    | 2:30 | Shanghai   |                                 |
| Förlust  | 30–8  | Georges St. Pierre | Teknisk submission (rear-naked choke) | UFC 217                               | 4 november 2017   | 3    | 4:23 | New York   | Förlorade titeln i mellanvikt.  |
| Vinst    | 30–7  | Dan Henderson      | Domslut (enhälligt)                   | UFC 204                               | 8 oktober 2016    | 5    | 5:00 | Manchester | Försvarade titeln i mellanvikt. |
| Vinst    | 29–7  | Luke Rockhold      | KO (slag)                             | UFC 199                               | 4 juni 2016       | 1    | 3:36 | Inglewood  | Blev UFC-mästare i mellanvikt.  |
| Vinst    | 28–7  | Anderson Silva     | Domslut (enhälligt)                   | UFC Fight Night: Silva vs. Bisping    | 27 februari 2016  | 5    | 5:00 | London     |                                 |
| Vinst    | 27–7  | Thales Leites      | Domslut (delat)                       | UFC Fight Night: Bisping vs. Leites   | 18 juli 2015      | 5    | 5:00 | Glasgow    |                                 |
| Vinst    | 26–7  | C. B. Dollaway     | Domslut (enhälligt)                   | UFC 186                               | 25 april 2015     | 3    | 5:00 | Montréal   |                                 |
| Förlust  | 25–7  | Luke Rockhold      | Submission (giljotin)                 | UFC Fight Night: Rockhold vs. Bisping | 7 november 2014   | 2    | 0:57 | Sydney     |                                 |
| Vinst    | 25–6  | Cung Le            | TKO (knä och slag)                    | UFC Fight Night: Bisping vs. Le       | 23 augusti 2014   | 4    | 0:57 | Macao      |                                 |
| Förlust  | 24–6  | Tim Kennedy        | Domslut (enhälligt)                   | The Ultimate Fighter Nations Finale   | 16 april 2016     | 5    | 5:00 | Québec     |                                 |
| Vinst    | 24–5  | Alan Belcher       | Tekniskt domslut (enhälligt)          | UFC 159                               | 27 april 2013     | 3    | 4:31 | Newark     |                                 |
| Förlust  | 23–5  | Vitor Belfort      | TKO (spark och slag)                  | UFC on FX: Belfort vs. Bisping        | 19 januari 2013   | 2    | 1:27 | São Paulo  |                                 |
| Vinst    | 23–4  | Brian Stann        | Domslut (enhälligt)                   | UFC 152                               | 22 september 2012 | 3    | 5:00 | Toronto    |                                 |
| Förlust  | 22–4  | Chael Sonnen       | Domslut (enhälligt)                   | UFC on Fox: Evans vs. Davis           | 28 januari 2012   | 3    | 5:00 | Chicago    |                                 |
| Vinst    | 22–3  | Jason Miller       | TKO (knän och slag)                   | The Ultimate Fighter 14 Finale        | 3 december 2011   | 3    | 3:34 | Las Vegas  |                                 |
| Vinst    | 21–3  | Jorge Rivera       | TKO (slag)                            | UFC 127                               | 27 februari 2011  | 2    | 1:54 | Sydney     |                                 |
| Vinst    | 20–3  | Yoshihiro Akiyama  | Domslut (enhälligt)                   | UFC 120                               | 16 oktober 2010   | 3    | 5:00 | London     |                                 |
| Vinst    | 19–3  | Dan Miller         | Domslut (enhälligt)                   | UFC 114                               | 29 maj 2010       | 3    | 5:00 | Las Vegas  |                                 |
| Förlust  | 18–3  | Wanderlei Silva    | Domslut (enhälligt)                   | UFC 110                               | 20 februari 2010  | 3    | 5:00 | Sydney     |                                 |
| Vinst    | 18–2  | Denis Kang         | TKO (slag)                            | UFC 105                               | 14 november 2009  | 2    | 4:24 | Manchester |                                 |
| Förlust  | 17–2  | Dan Henderson      | KO (slag)                             | UFC 100                               | 11 juli 2009      | 2    | 3:20 | Las Vegas  |                                 |
| Vinst    | 17–1  | Chris Leben        | Domslut (enhälligt)                   | UFC 89                                | 18 oktober 2008   | 3    | 5:00 | Birmingham |                                 |
| Vinst    | 16–1  | Jason Day          | TKO (slag)                            | UFC 85                                | 7 juni 2008       | 1    | 3:42 | London     |                                 |
| Vinst    | 15–1  | Charles McCarthy   | TKO (skada)                           | UFC 83                                | 19 april 2008     | 1    | 5:00 | Montréal   |                                 |
| Förlust  | 14–1  | Rashad Evans       | Domslut (delat)                       | UFC 78                                | 17 november 2007  | 3    | 5:00 | Newark     |                                 |
| Vinst    | 14–0  | Matt Hamill        | Domslut (delat)                       | UFC 75                                | 8 september 2007  | 3    | 5:00 | London     |                                 |
| Vinst    | 13–0  | Elvis Sinosic      | TKO (slag)                            | UFC 70                                | 21 april 2007     | 2    | 1:20 | Manchester |                                 |
| Vinst    | 12–0  | Eric Schafer       | TKO (slag)                            | UFC 66                                | 30 december 2006  | 1    | 4:24 | Las Vegas  |                                 |
| Vinst    | 11–0  | Josh Haynes        | TKO (slag)                            | The Ultimate Fighter 3 Finale         | 24 juni 2006      | 2    | 4:14 | Las Vegas  | Vann The Ultimate Fighter 3.    |
| Vinst    | 10–0  | Ross Pointon       | Submission (armbar)                   | CWFC - Strike Force 4                 | 26 november 2005  | 1    | 2:00 | Coventry   |                                 |
| Vinst    | 9–0   | Jakob Lovstad      | Submission (slag)                     | CWFC - Strike Force 3                 | 1 oktober 2005    | 1    | 1:10 | Coventry   |                                 |
| Vinst    | 8–0   | Miika Mehmet       | TKO (hörnan avbryter)                 | CWFC - Strike Force 2                 | 16 juli 2005      | 1    | 3:01 | Coventry   |                                 |
| Vinst    | 7–0   | Alex Cook          | Submission (strypning)                | FX3 - Xplosion                        | 18 juni 2005      | 1    | 3:21 | Reading    |                                 |
| Vinst    | 6–0   | Dave Radford       | TKO                                   | CWFC - Ultimate Force                 | 30 april 2005     | 1    | 2:46 | Sheffield  |                                 |
| Vinst    | 5–0   | Mark Epstein       | KO (slag)                             | Cage Rage 9 - No Mercy                | 27 november 2004  | 3    | 4:43 | London     |                                 |
| Vinst    | 4–0   | Andy Bridges       | KO                                    | Pride & Glory 3 - Glory Days          | 7 augusti 2004    | 1    | 0:45 | Newcastle  |                                 |
| Vinst    | 3–0   | Mark Epstein       | TKO (slag och knän)                   | Cage Rage 7 - Battle of Britain       | 10 juli 2004      | 2    | 1:27 | London     |                                 |
| Vinst    | 2–0   | John Weir          | TKO (slag)                            | UK MMA Championship 7 - Rage & Fury   | 30 maj 2004       | 1    | 0:50 | Purfleet   |                                 |
| Vinst    | 1–0   | Steve Mathews      | Submission (armbar)                   | Pride & Glory 2 - Battle of the Ages  | 10 april 2004     | 1    | 0:38 | Newcastle  |                                 |